# Eric Fellner
Eric Fellner (* 1960) ist ein britischer Filmproduzent.

## Leben
Eric Fellner produzierte im Jahr 1986 mit Sid und Nancy seinen ersten Film. Zusammen mit seinem Kollegen Tim Bevan leitet er seit 1992 die Produktionsfirma Working Title Films.
2005 wurde er von der Queen zum Commander of the Order of the British Empire (CBE) ernannt. Er war sieben Mal für den Oscar nominiert: 1999 für Elizabeth, 2008 für Abbitte, 2009 für Frost/Nixon, 2013 für Les Misérables, 2015 für Die Entdeckung der Unendlichkeit, 2018 für Die dunkelste Stunde und 2025 für The Substance.
1999 sowie 2007 wurde er bei den London Critics Circle Film Awards zusammen mit Bevan als Bester britischer Produzent ausgezeichnet.

## Filmografie (Auswahl)
- 1986: Sid und Nancy (Sid and Nancy)
- 1986: Straight to Hell – Fahr zur Hölle (Straight to Hell)
- 1990: Geheimprotokoll (Hidden Agenda)
- 1991: Der Kuß vor dem Tode (A Kiss Before Dying, als Ausführender Produzent)
- 1991: Verliebt in die Gefahr (Year of the Gun, als Ausführender Produzent)
- 1993: Romeo Is Bleeding
- 1997: Bean – Der ultimative Katastrophenfilm (Bean)
- 1997: Heirat nicht ausgeschlossen (The MatchMaker)
- 1997: Ein Fall für die Borger (The Borrowers)
- 1998: Anwältinnen küsst man nicht (What Rats Won’t Do)
- 1998: Elizabeth
- 1998: Hi-Lo Country – Im Land der letzten Cowboys (The Hi-Lo Country)
- 1999: Plunkett & Macleane – Gegen Tod und Teufel (Plunkett & Macleane)
- 1999: Notting Hill
- 2001: Bridget Jones – Schokolade zum Frühstück (Bridget Jones’s Diary)
- 2001: Corellis Mandoline (Captain Corelli’s Mandolin)
- 2002: Der Super-Guru (The Guru)
- 2002: Ali G in da House (Ali G Indahouse)
- 2003: The Shape of Things
- 2003: Johnny English – Der Spion, der es versiebte (Johnny English)
- 2004: Bridget Jones – Am Rande des Wahnsinns (Bridget Jones – The Edge of Reason)
- 2005: Die Dolmetscherin (The Interpreter)
- 2005: Wimbledon – Spiel, Satz und … Liebe (Wimbledon)
- 2006: Flug 93 (United 93)
- 2006: Sixty Six
- 2007: Hot Fuzz – Zwei abgewichste Profis (Hot Fuzz)
- 2007: Mr. Bean macht Ferien (Mr. Bean’s Holiday)
- 2007: Smokin’ Aces
- 2007: Abbitte (Atonement)
- 2007: Elizabeth – Das goldene Königreich (Elizabeth: The Golden Age)
- 2008: Vielleicht, vielleicht auch nicht (Definitely, Maybe)
- 2008: Burn After Reading – Wer verbrennt sich hier die Finger? (Burn After Reading)
- 2008: Frost/Nixon
- 2009: Radio Rock Revolution (The Boat That Rocked)
- 2009: State of Play – Stand der Dinge
- 2009: Eine zauberhafte Nanny – Knall auf Fall in ein neues Abenteuer
- 2010: Green Zone
- 2010: Senna
- 2011: Dame, König, As, Spion (Tinker, Tailor, Soldier, Spy)
- 2011: Johnny English – Jetzt erst recht! (Johnny English Reborn)
- 2011: Paul – Ein Alien auf der Flucht (Paul)
- 2012: Contraband
- 2012: Anna Karenina
- 2012: Les Misérables
- 2013: The World’s End
- 2013: Rush – Alles für den Sieg (Rush)
- 2013: Alles eine Frage der Zeit (About Time)
- 2013: Das hält kein Jahr…! (I Give It a Year)
- 2013: Unter Beobachtung (Closed Circuit)
- 2014: Die zwei Gesichter des Januars (The Two Faces of January)
- 2014: Die Entdeckung der Unendlichkeit (The Theory of Everything)
- 2014: Trash
- 2015: We Are Your Friends
- 2015: Everest
- 2015: The Danish Girl
- 2015: Legend
- 2016: Hail, Caesar!
- 2016: Bridget Jones’ Baby (Bridget Jones’s Baby)
- 2017: Baby Driver
- 2017: Victoria & Abdul
- 2017: Die dunkelste Stunde (Darkest Hour)
- 2017: Schneemann (The Snowman)
- 2018: 7 Tage in Entebbe (7 Days in Entebbe)
- 2018: Ein letzter Job (King of Thieves)
- 2018: Johnny English – Man lebt nur dreimal (Johnny English Strikes Again)
- 2018: Maria Stuart, Königin von Schottland (Mary Queen of Scots)
- 2019: Yesterday
- 2019: Marie Curie – Elemente des Lebens (Radioactive)
- 2019: Stadtgeschichten (Tales of the City, Fernsehserie, als Ausführender Produzent)
- 2019: Cats
- 2020: Emma
- 2020: The High Note
- 2020: Rebecca
- 2021: Cyrano
- 2021: Last Night in Soho
- 2022: Die Schwimmerinnen (The Swimmers)
- 2022: What’s Love Got to Do with It?
- 2022: Ticket ins Paradies (Ticket to Paradise)
- 2022: Catherine Called Birdy
- 2022: Roald Dahls Matilda – Das Musical (Roald Dahl’s Matilda the Musical)
- 2024: Drive-Away Dolls
- 2024: The Substance
- 2024: Blitz
- 2025: Bridget Jones – Verrückt nach ihm (Bridget Jones: Mad About the Boy)